# 엘리엇 네스

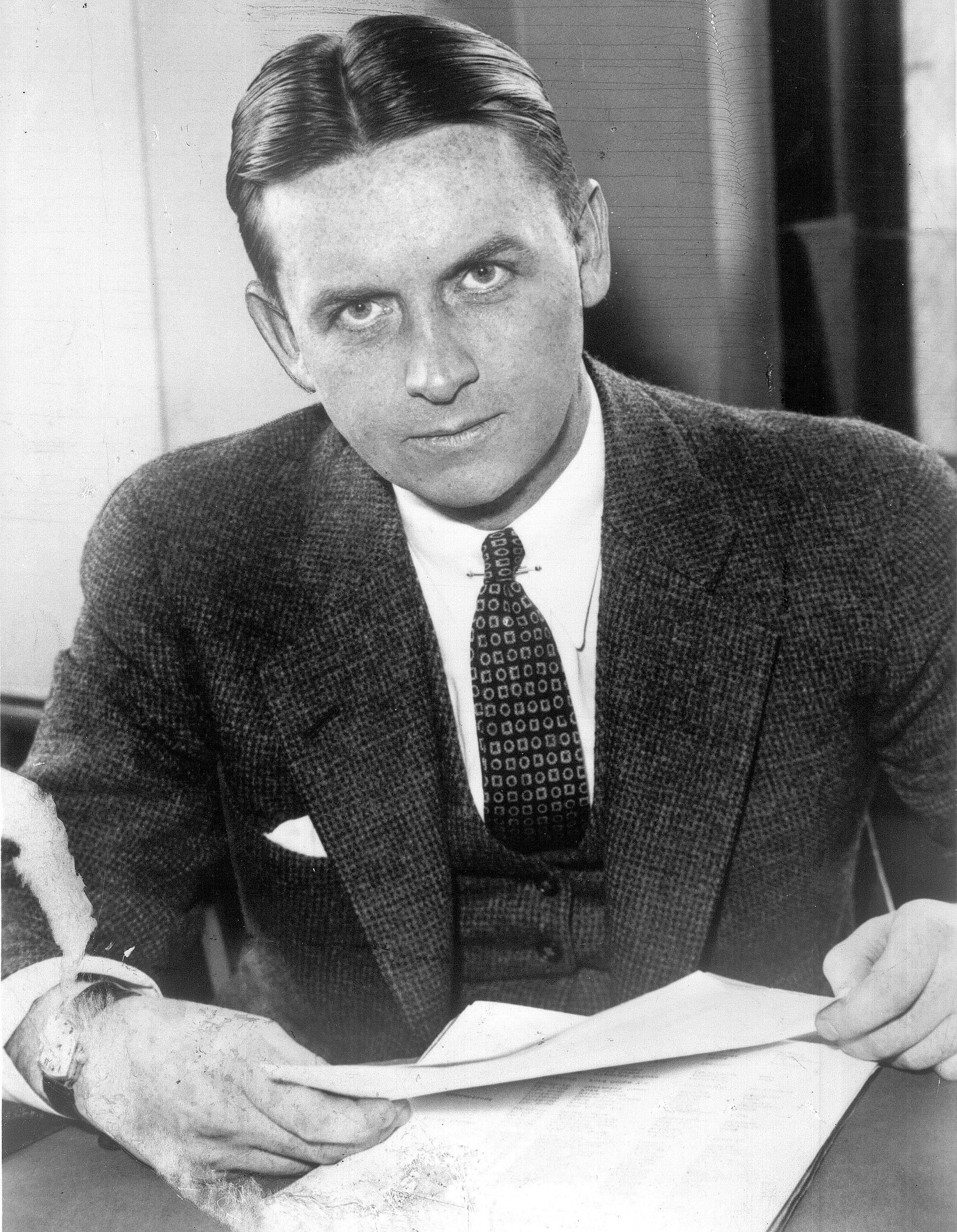
엘리엇 네스

엘리엇 네스(Eliot Ness, 1903년 4월 19일 ~ 1957년 5월 16일)는 미국 재무부의 주류 단속반 수사관이다. 1931년 시카고에서 활동하던 폭력조직 두목 알 카포네를 체포하며 유명해졌다. 1987년에 알 카포네 체포 사건을 주제로 한 영화 언터처블이 만들어지기도 했다.